# Ximdex
Ximdex es una empresa sevillana de tecnologías de la información y comunicaciones especializada en el desarrollo de sistemas de gestión de contenidos. Fue fundada en el año 2010 con foco en el software libre y el objetivo de crear un sistema de gestión de contenidos semántico con el mismo nombre de la compañía. Este gestor, con el mismo nombre de la compañía, está principalmente escrito en PHP y Java y usa extensivamente XML y XSLT para representar y tratar el contenido; desde 2014 se ha convertido en una plataforma que sirve para fusionar tanto datos como contenidos integrando buscador, recomendadores, Linked Open Data y análisis y visualización de datos gracias a su carácter desacoplado (y headless) separando el contenido tanto de su presentación como de la lógica de negocio. Una aplicación también liberada y que usa esta tecnología es Congreso Transparente , que visualiza los resultados de las votaciones en el congreso; también se ha usado en aplicaciones como la búsqueda de playas con condiciones determinadas.
Ximdex ha sido patrocinador, por ejemplo, del Concurso Universitario de Software Libre en la edición de 2012-2013 y ha liberado tanto el gestor Ximdex como otras aplicaciones creadas por la compañía. También ha participado en diferentes proyectos de investigación europeos y nacionales y ha colaborado en wikiencuentros como el III Encuentro sobre Conocimiento Libre en Cádiz e impartido talleres gratuitos sobre desarrollo SCRUM y uso de CMS semánticos en la universidad de Granada.

## Premios
Ximdex fue elegida por Red Herring finalista para los Top 100 de Europa 2013.